# Мус, Геррит
Геррит Мус / Муш (нидерл. Gerrit Mus) — голландец, корабельных дел мастер.
Стал капитаном 60-пушечного фрегата «Святой Пётр и Павел», построенного Петром Великим в Амстердаме на верфи Ост-Индской компании во время его пребывания в Голландии осенью 1697 года. В 1698 году Мус привёл этот корабль в Архангельск.
Под начальством Муса некоторое время служил и сам Пётр I.